# Konjodor
Konjodor falu Bosznia-Hercegovinában, a Bosznia-hercegovinai Föderáció Una-Szanai kantonjában, Bužim községben.

## Fekvése
Bosznia-Hercegovina északnyugati részén, Bihácstól légvonalban 24, közúton 36 km-re északkeletre, Bužimtól légvonalban 6, közúton 9 km-re délre levő dombos, erdős területen, a Konjoderska- és a Pivnica-patakok völgyét övező dombokon fekszik. 

## Népessége
| Nemzetiségi csoport | Népesség 1991 | Népesség 2013 |
| ------------------- | ------------- | ------------- |
| Szerb               | 4             | 0             |
| Bosnyák             | 1746          | 2078          |
| Horvát              | 0             | 0             |
| Jugoszláv           | 0             | 0             |
| Egyéb               | 12            | 7             |
| Összesen            | 1762          | 2085          |

## Története
A mai Konjodor falu régi település, melynek neve az oszmán korból származik, amikor Konjotornak nevezték. Az egyik változat szerint a falu a nevét a lovak tartási helyéről kapta, így ezt a részt népiesen Konjo-tornak nevezték, ami később átalakult a jelenlegi névre.  A 17. század végén azonban Ponjoter néven is felkerült egy európai térképészek térképeire.
A település több dombvonulat gerincén alakult ki, amelyek mentén kisebb, családi házakból álló házcsoportok sorakoznak. A dombvonulatok nagy részét kisebb patakok választják el egymástól. Konjodor története során Bužimon kívül Bosanska Krupa és Cazin községekhez is tartozott.
Bár ma Bužim község egyik legnagyobb lakott helye, és az egyik legismertebb település, fennállásának nagy részében Konjodor kis, és jórészt marginális hely volt. A történetírásban feljegyzik, hogy a 19. század 20-as éveiben Bužim város lakóinak állattartó épületei voltak a Konjodorban, számos jószággal. A Bužim-Konjodor-Cazin út 1937-es kiépítésével, illetve az utóbbi időben történő szélesítésével és aszfaltozásával azonban a múltban a bužimi élet fontos eseményein kívül eső Konjodor település jelentősége megnőtt.
1979 novemberében hivatalosan is megnyílt a nyolcosztályos általános iskola, amely 1982. február közepétől vált önállóvá, amikor kivált a „Bužim” általános iskolából. Ezt megelőzően a településen csak négyosztályos iskola működött, amely 1955-ben épült. Az 1980-as évek elején vízellátó rendszert építettek ki, míg Konjodor 1980-ban kapta meg a helyi közösség státuszt. A lakosságszámot tekintve Konjodor központi települése mellett a nagyobb településrészek közül kiemelkednek: Jusići, Dervići, Pajalića Selo, Pehlića Kosa, Veladžići, Buljubašići és Hrgar.
Konjodor ma gyorsabban fejlődik, mint Bužim község legtöbb települése. A nyolcosztályos iskolán kívül a helyi közösségben három mecset, egy közösségi ház, egy benzinkút és egy modern családorvosi rendelő található. Az utóbbi időben az intenzív mezőgazdasági termelés, különösen a málnatermesztés emelkedő tendenciája figyelhető meg. A helyiek jelentős része így talált idénymunkát.
A lakosság leginkább külföldön, elsősorban Horvátországban, Szlovéniában, Ausztriában és Németországban dolgozik. A helyben maradt lakosok főként szarvasmarha-tenyésztéssel és mezőgazdasággal foglalkoznak. Az utóbbi időben jelentős mezőgazdasági területeken telepítettek málnaültetvényeket.

## Nevezetességei
- A településen három mecset is található, a központban álló központi mecset, a tőle nem messze álló régi mecset, és a déli településrészen álló Gornji Konjodor-i mecset.